# Lamborghini Centenario
 Lamborghini Centenario (phát âm tiếng Ý: [tʃenteˈnaːrjo]; tiếng Tây Ban Nha: [θenteˈnaɾjo]) là một chiếc xe thể thao sản xuất giới hạn dựa trên Lamborghini Aventador đã được ra mắt tại Geneva Motor Show 2016 để kỷ niệm sinh nhật lần thứ 100 của người sáng lập công ty, Ferruccio Lamborghini.

## Phát triển và giới thiệu

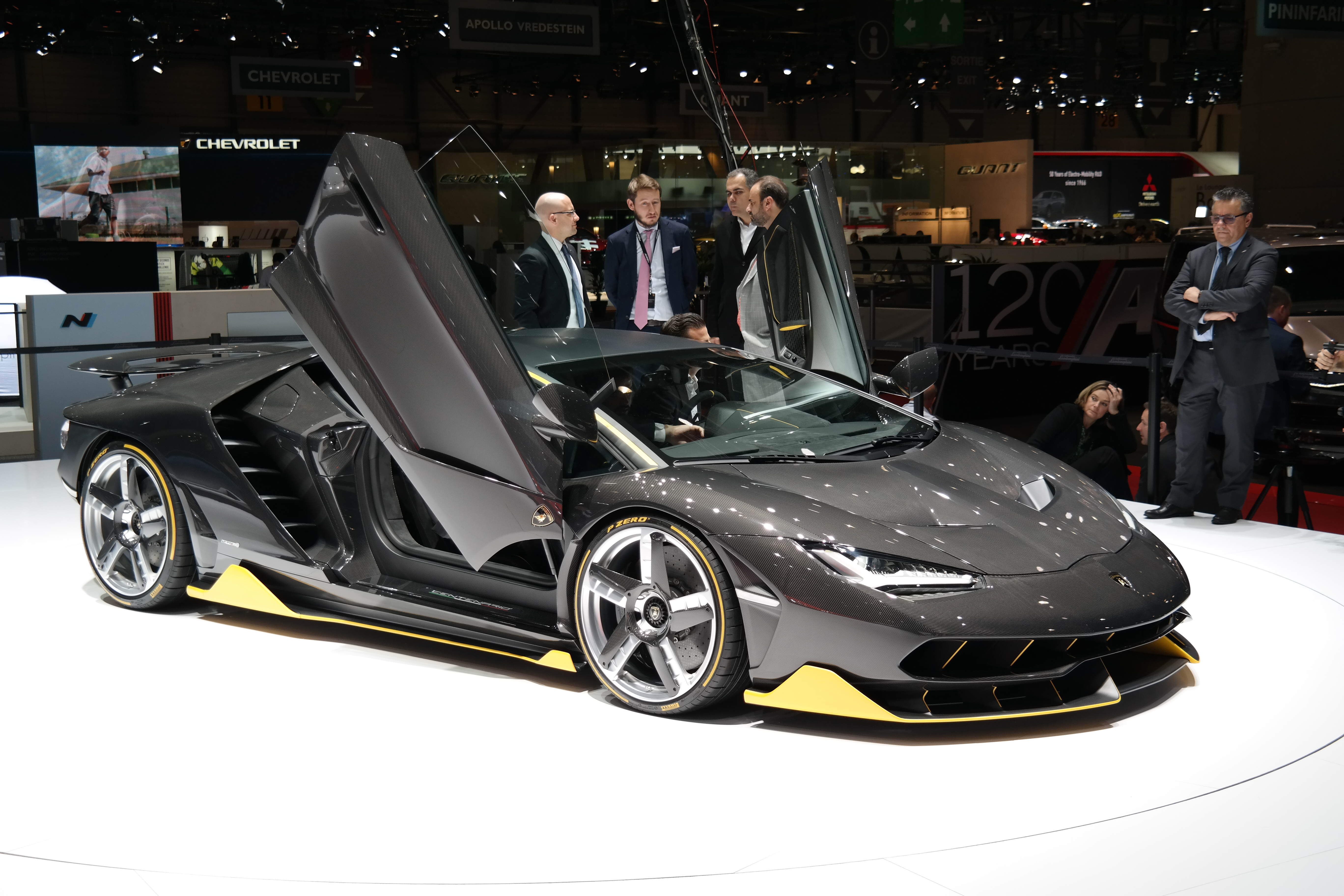
Centenario mở cửa tại Geneva Motor Show 2016

Centenario trong tiếng Italy có nghĩa là thế kỷ, mẫu xe ra đời nhằm kỷ niệm 100 năm ngày sinh của nhà sáng lập Ferrucco Lamborghini. Không chỉ là món quà sinh nhật, chiếc siêu xe thế kỷ là siêu phẩm nổi bật tiếp theo của hãng Lamborghini sau các phiên bản Aventador J, Sesto Elemento, Estoque, Veneno. Bản chất Centenario là một chiếc Aventador nhưng khoác lên mình bộ bodykit khí động học và thu hút hơn cùng sức mạnh nâng cấp.
Lamborghini chỉ sản xuất giới hạn 40 chiếc Centenario, trong đó 20 bản coupe và 20 roadster, tất cả đều bán ở mức giá 1,9 triệu USD.
Centenario là chiếc ô tô Lamborghini đầu tiên được triển khai với hệ thống lái phía sau. Hệ thống được thiết kế để cung cấp thêm khả năng cơ động ở tốc độ thấp, trong môi trường lái xe trong thành phố và cải thiện độ ổn định ở tốc độ cao.
Đây cũng là mẫu Lamborghini đầu tiên được trang bị hệ thống thông tin giải trí mới của công ty. Hệ thống này bao gồm một màn hình chân dung 10,1 inch mới, cũng ghi lại dữ liệu từ xa và dữ liệu lái xe.
Chiếc xe cũng đóng vai trò là cơ sở để trưng bày những tiến bộ khí động học mới được phát triển bởi công ty. Bộ chia đôi sàn ở phía trước giúp tạo ra lực xuống cũng như để không khí đi qua bên hông xe trong khi làm việc kết hợp với các cánh quạt bên. Centenario cũng có các bộ khuếch tán phía sau lớn nhất từng được tích hợp vào một chiếc ô tô, các bộ khuếch tán cùng với các cánh sau hai tầng được điều khiển điện tử hỗ trợ thêm cho lực lượng xuống. Chiếc xe tạo ra 227 kg (500 lb) tại 174 mph (280 km/h).
Giống Aventador, siêu xe mới Centenario phát triển dựa trên bộ khung liền khối (monocoque) từ carbon. Với động cơ V12 dung tích 6,5 lít sản sinh ra công suất tối đa 760 mã lực, mô men xoắn cực đại 507 Nm và có tốc độ vòng quay tối đa 8.600 vòng/ phút, mẫu Centenario manh hơn phiên bản Aventador SV 20 mã lực.
Động cơ được kết hợp với hộp số bán tự động 7 cấp ISR tương tự như được sử dụng trên một chiếc Aventador cùng với hệ thống truyền động tất cả các bánh xe do Haldex phát triển. Tay lái trợ lực có hai vòng khóa-khóa. Hệ thống treo là một thiết kế thanh đẩy.
Chiếc xe có ba chế độ lái, cụ thể là "Strada" (đối với lái xe trong thành phố thông thường), "Thể thao" (đối với lái hiệu suất cao) và "Corsa" (cho hiệu suất theo dõi tối ưu). Chiếc xe đi kèm với bọc da hoặc bọc Alcantara trên nội thất chủ yếu được mang từ chiếc Aventador, có thể tùy chỉnh theo thông số kỹ thuật của khách hàng. Nội thất có trang trí bằng sợi carbon cùng với bàn đạp thay đổi bằng sợi carbon và đã loại bỏ các vật liệu làm chết âm thanh.

## Hiệu suất
Chiếc xe có thể tăng tốc từ 0–100 km/h (0–62 mph) trong 2,8 giây, 0–300 km/h (0–186 mph) trong 23,5 giây và có tốc độ tối đa 350 km/h (217 mph).

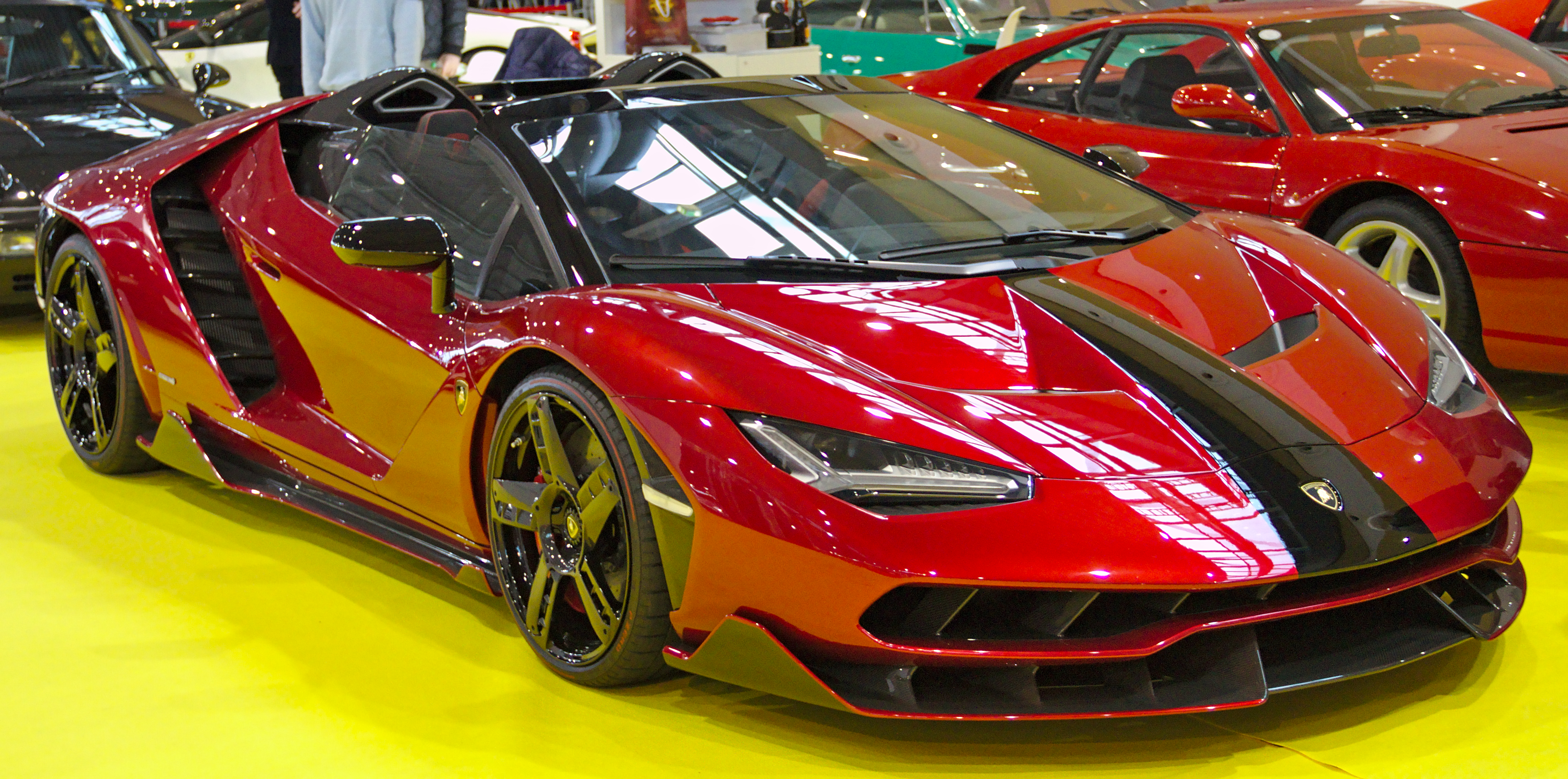
Centenario Roadster

## Centenario Roadster
Lamborghini đã tiết lộ Centenario Roadster tại Pebble Beach Concours d'Elegance tháng 8 năm 2016. Sự thay đổi kích thước duy nhất so với phiên bản coupé là trọng lượng của chiếc xe, hiện được đặt ở mức tối thiểu 1.570 kg (3.461 lb). Hiệu suất vẫn giống như của Coupé.

## Sản xuất
Tổng cộng có 40 chiếc xe, (20 chiếc coupe và 20 chiếc roadster) đã được sản xuất, tất cả đều đã được bán cho các khách hàng được chọn.

## Trong văn hóa, phim ảnh
Centenario xuất hiện trên trang bìa và trong trò chơi đua xe Forza Horizon 3. Sau đó nó đã xuất hiện trong Forza Motorsport 7 và Forza Horizon 4.
Nó cũng là bản thay thế của Autobot Hot Rod trong Transformers: The Last Knight.

## Thư viện ảnh

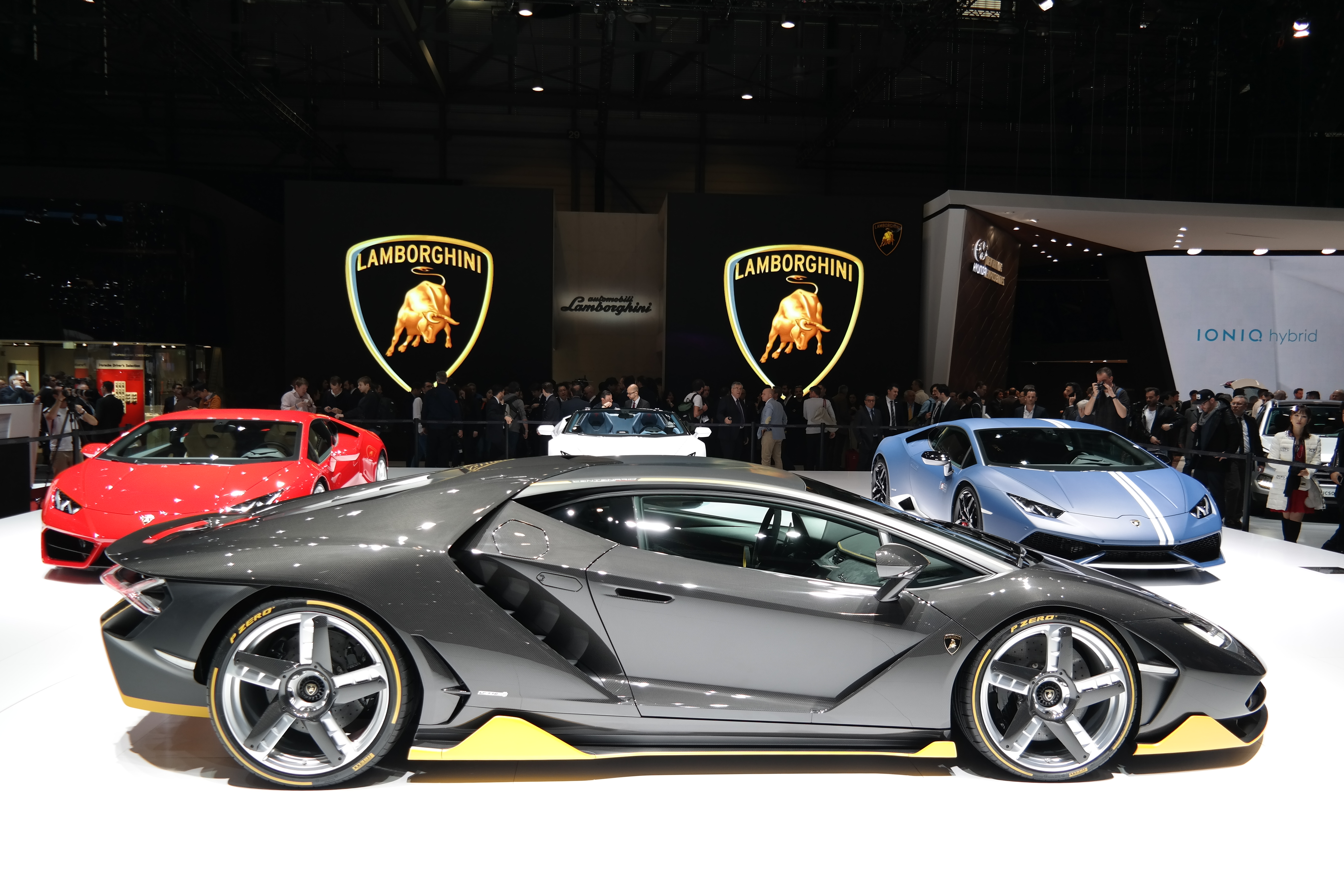
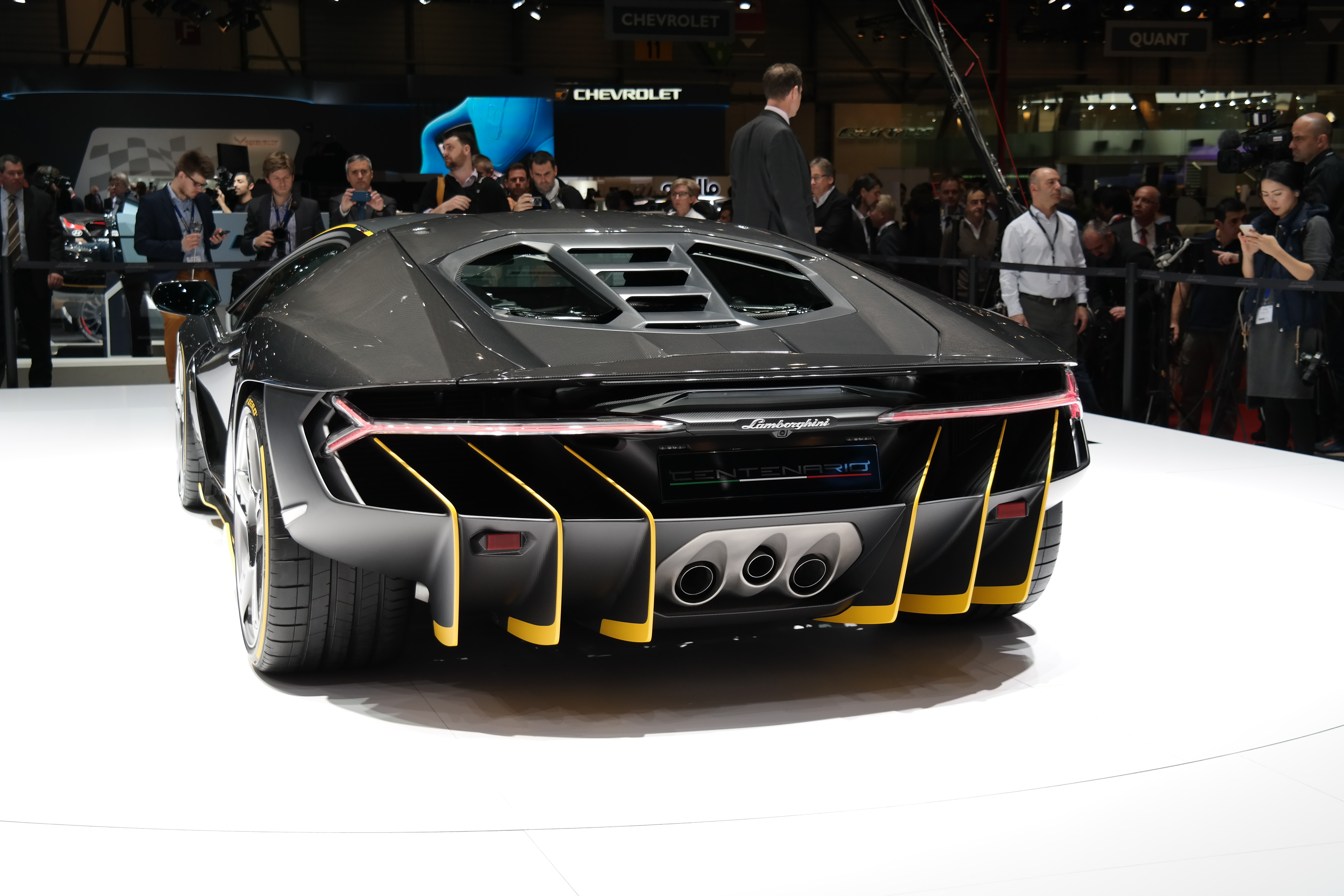
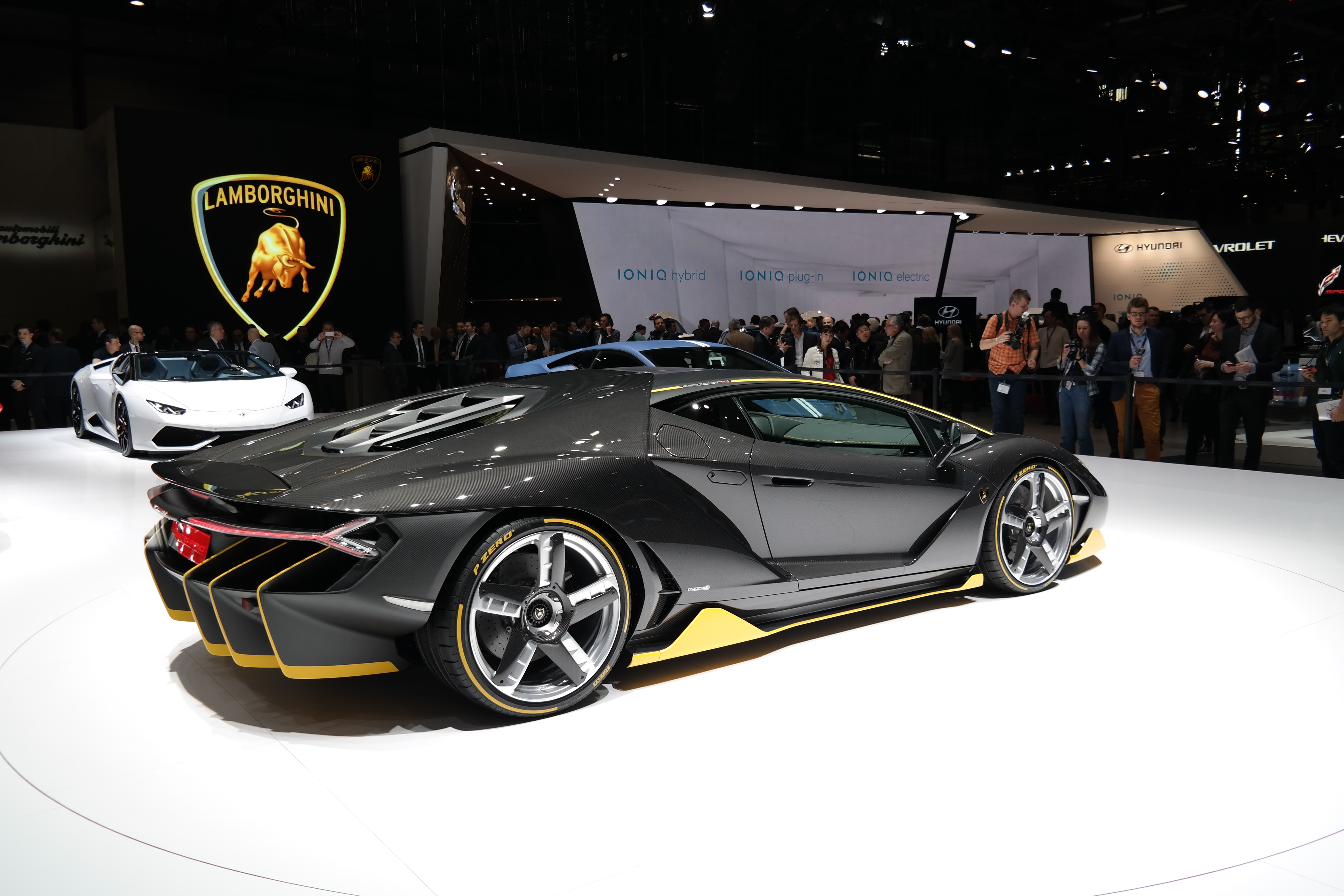